# Mauricio Pereyra
Mauricio Ernesto Pereyra Antonini, noto semplicemente come Mauricio Pereyra (Montevideo, 15 marzo 1990), è un calciatore uruguaiano, centrocampista del Nacional.

## Carriera

### Club
Cresciuto nelle giovanili del Nacional, ha esordito nella Primera División uruguaiana nel 2009. Con il Nacional è rimasto legato fino al 2011, vincendo due campionati uruguaiani. Nell'agosto 2011 dopo essere stato vicino al Parma è stato ceduto al Lanús, nella Primera División argentina. Il 22 febbraio 2013 si trasferisce al Krasnodar, militante nel massimo campionato russo.

### Nazionale
Nel 2009 è stato convocato dalla nazionale Under-20 uruguaiana, con cui ha disputato il campionato sudamericano 2009 e il campionato mondiale 2009.

## Palmarès

### Club

#### Competizioni nazionali
- Campionato uruguaiano: 2

Nacional: 2008-2009, 2010-2011
- Lamar Hunt U.S. Open Cup: 1

Orlando City: 2022
- Supercopa Uruguaya: 1

Nacional: 2025